# Casino de Challes-les-Eaux
Le casino de Challes-les-Eaux est un casino situé en France sur la commune de Challes-les-Eaux, dans le département de la Savoie en région Auvergne-Rhône-Alpes.
Il a été construit en 1883 selon les plans des architectes Pelaz et Charmot dans l’actuelle Avenue Louis Domenget de la commune.

## Histoire
Le casino de Challes-les-Eaux a été construit en 1883 sur l’emplacement de marais qui composait une partie du territoire de Challes-les-Eaux. Le bâtiment est construit sur pilotis selon les plans dessinés par les architectes Pelaz et Charmot.

### Première Guerre mondiale

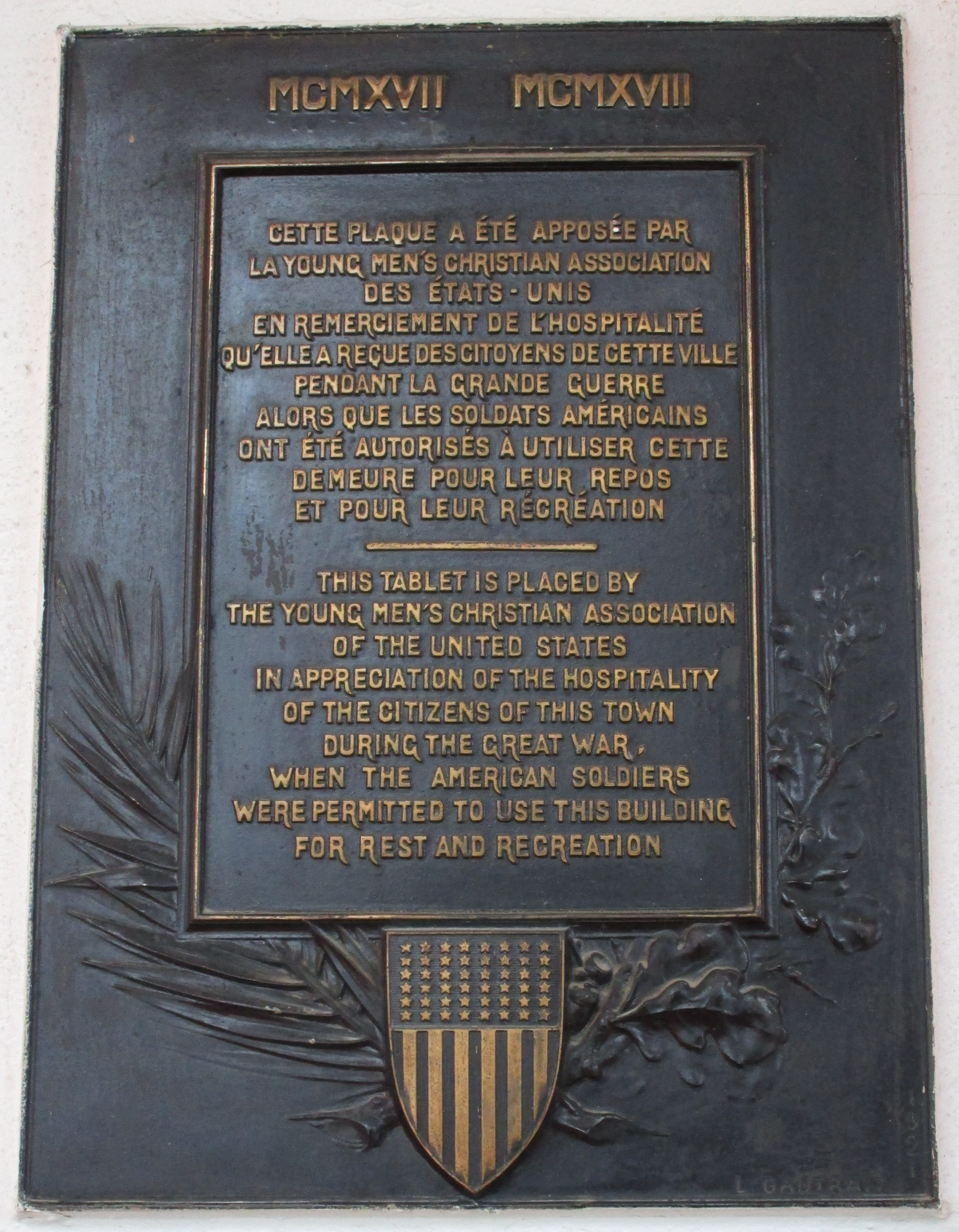
La plaque apposée sur le casino après la guerre.

Le 3 août 1914, la Première Guerre mondiale est déclarée. Tous les bâtiments pouvant être transformés en hôpital militaire sont réquisitionnés, mais la Savoie fait partie d’une zone de neutralité, au même titre que la Haute-Savoie à la suite du congrès de Vienne et du traité de 1815, signé le 20 novembre 1815. Par conséquent le casino n’est pas réquisitionné, mais son propriétaire, Marius Fougerolle, donne son accord afin de transformer l’établissement en hôpital militaire. C’est ainsi que « l’Hôpital Temporelle Fougerolle No 172 Bis » est ouvert le 7 septembre 1914 avec une capacité de 100 lits. Il est fermé le 1er décembre 1916 en raison de son éloignement et de sa faible fréquentation.
À la suite de l’entrée en guerre des Américains, le casino devient un lieu de permission pour les soldats américains. Une plaque est apposée à la fin de la guerre afin de remercier les challésiens de l’accueil offert aux soldats américains pendant le conflit.

### Seconde Guerre mondiale
Le 1er septembre 1939, la Seconde Guerre mondiale éclate. Le casino est alors réquisitionné pour servir de bureaux à l’État-Major, puis est occupé par des réfugiés l’année suivante. Il est ensuite fermé en 1941 et 1942. En 1944, il est réquisitionné par les Nazis puis utilisé par les troupes françaises après la libération de Challes-les-Eaux le 22 août 1944. Le casino est rouvert pour la saison thermale de 1945

### Période contemporaine
Le 2 avril 1987, la famille Carré prend la direction du casino, dont l’offre se limite, à l’époque, de deux discothèques, un jeu de la boule et un bar. Des machines à sous sont ajoutées à l’offre proposée par le casino en 1991, puis un restaurant, le Castel Gourmand, est ouvert en 1997 dans l’établissement. Aujourd’hui, le casino emploie 40 personnes.